# A Zalaegerszegi TE FC 2020–2021-es szezonja
A Zalaegerszegi TE FC a 2020–2021-es szezonban az NB1-ben indult, miután a 2019–2020-as NB1-es szezonban a 7. helyen zárt.

## Változások a csapat keretében
| Érkezők nyáron - Kun Bertalan (Győri ETO FC) - Szánthó Regő (Ferencvárosi TC, kölcsönbe) - Szabó Bence (Debreceni VSC) - Sandro Semedo (Ethnikos Assias) - Zimonyi Dávid (Lipót Pékség SE) - Tajti Mátyás (Zagłębie Lubin) - Bojan Sanković (Jertisz Pavlodar FK) - Vass Patrik (MTK Budapest FC) - Gyurján Márton (Szombathelyi Haladás) - Dragóner Filip (Mezőkövesdi SE) - Szalai Dániel (Békéscsaba 1912 Előre) - Aleksandar Tanasin (FK Proleter Novi Sad) - Könyves Norbert (Paksi FC) - Kovács Barnabás (Dunaújváros PASE) - Koszta Márk (Újpest FC) - ZIga Zivko (NK Nafta Lendava, kölcsönbe) - Artem Favorov (Puskás Akadémia FC, kölcsönbe) - Gergényi Bence (NK Nafta Lendava, kölcsönből vissza) - Kovács Zoltán (Budafoki MTE, kölcsönből vissza) - Szökrönyös Dániel (Hévíz SK, kölcsönből vissza) | Távozók nyáron - Eduvie Ikoba (AS Trencin) - Bobál Gergely (CD Nacional) - Stieber Zoltán (Újpest FC) - Szabó Bence (NK Nafta Lendava, kölcsönbe) - Kovács Zoltán (Budafoki MTE) - Eric McWoods (Balzan Youths FC) - Nikola Mitrović (Újpest FC) - Szemerédi Norbert (Kazincbarcikai SC) - Kocsis Gergő (TS Podbeskidzie Bielsko-Biała) - Radó András (Vasas SC) - Barczi Dávid (szabadon igazolható) - Tamás Krisztián (MOL Fehérvár FC, kölcsönből vissza) - Stjepan Ostrek (NK Nafta Lendava, kölcsönből vissza) - Bőle Lukács (Ferencvárosi TC, kölcsönből vissza) - Matija Katanec (Mezőkövesdi SE, kölcsönből vissza) - Bolla Bendegúz (MOL Fehérvár FC, kölcsönből vissza) - Fánosz Katelárisz (ASZ Omónia Lefkoszíasz, kölcsönből vissza) |
| Érkezők télen - Szalay Szabolcs (Szombathelyi Haladás) - Futács Márkó (szabadon igazolható) - Kálnoki Kis Dávid (Budapest Honvéd FC) - Orji Chukwuma (?) - Németh Dániel (Budapest Honvéd FC) | Távozók télen - Dragóner Filip (Szombathelyi Haladás) - ZIga Zivko (NK Nafta Lendava, kölcsönből vissza) |
| Utánpótlásból felkerültek - Németh Erik - Papp László | |

## Jelenlegi keret
2021. május 10. szerint.
A vastaggal jelzett játékosok felnőtt válogatottsággal rendelkeznek.
A dőlttel jelzett játékosok kölcsönben szerepelnek a klubnál.
| Mezszám                | Név                  | Nemzetiség       | Születési hely | Születési idő (kor)            | Korábbi csapat           | Érték(€)  | Szerződés lejárta |
| Kapusok                | Kapusok              | Kapusok          | Kapusok        | Kapusok                        | Kapusok                  | Kapusok   | Kapusok           |
| ---------------------- | -------------------- | ---------------- | -------------- | ------------------------------ | ------------------------ | --------- | ----------------- |
| 1                      | Demjén Patrik        | magyar           | Esztergom      | 1998. március 22. (27 éves)    | Budaörsi SC              | 400 000   | 2023.06.30.       |
| 46                     | Köcse Bence          | magyar           | Zalaegerszeg   | 2002. február 25. (23 éves)    | utánpótlásból került fel | 50 000    | Nem publikus      |
| 95                     | Gyurján Márton       | magyar           | Nyíregyháza    | 1995. január 1. (30 éves)      | Szombathelyi Haladás     | 125 000   | 2022.06.30.       |
| Védők                  |                      |                  |                |                                |                          |           |                   |
| 3                      | Kálnoki Kis Dávid    | magyar           | Budapest       | 1991. augusztus 6. (33 éves)   | Budapest Honvéd FC       | 200 000   | 2021.06.30.       |
| 4                      | Zoran Lesjak         | horvát           | Csáktornya     | 1988. február 1. (37 éves)     | NK Osijek                | 250 000   | 2022.06.30        |
| 5                      | Bobál Dávid          | magyar           | Pásztó         | 1995. augusztus 31. (29 éves)  | Paksi FC                 | 350 000   | 2022.06.30        |
| 6                      | Szalai Dániel        | magyar           | Kecskemét      | 1996. szeptember 5. (28 éves)  | Békéscsaba 1912 Előre    | 175 000   | 2022.06.30.       |
| 19                     | Szépe János          | szlovák · magyar | Galánta        | 1996. március 15. (29 éves)    | Mosonmagyaróvári TE      | 300 000   | 2021.06.30.       |
| 22                     | Alekszandar Tanaszin | szerb            | Újvidék        | 1991. november 15. (33 éves)   | FK Proleter Novi Sad     | 250 000   | 2022.06.30.       |
| 28                     | Németh Erik          | magyar           | Zalaegerszeg   | 2000. június 1. (25 éves)      | utánpótlásból került fel | 50 000    | Nem publikus      |
| 44                     | Gergényi Bence       | magyar           | Budapest       | 1998. március 16. (27 éves)    | Budapest Honvéd FC       | 300 000   | 2023.06.30.       |
| Középpályások          |                      |                  |                |                                |                          |           |                   |
| 7                      | Vass Patrik          | magyar           | Budapest       | 1993. január 17. (32 éves)     | MTK Budapest FC          | 275 000   | 2022.06.30.       |
| 8                      | Tajti Mátyás         | magyar           | Budapest       | 1998. június 2. (27 éves)      | Zagłębie Lubin           | 200 000   | 2022.06.30.       |
| 14                     | Kovács Barnabás      | magyar           | Dunaújváros    | 2002. november 14. (22 éves)   | Dunaújváros PASE         | 125 000   | Nem publikus      |
| 17                     | Sandro Semedo        | portugál · GNB   | Portugália, ?  | 1996. december 3. (28 éves)    | Ethnikos Assias          | 100 000   | 2021.06.30.       |
| 18                     | Bojan Sankovic       | MNE · horvát     | Knin           | 1993. november 21. (31 éves)   | Jertisz Pavlodar FK      | 350 000   | 2022.06.30.       |
| 21                     | Kun Bertalan         | magyar           | Veszprém       | 1996. május 6. (29 éves)       | Győri ETO FC             | 125 000   | 2022.06.30.       |
| 25                     | Artem Favorov        | ukrán            | Kijev          | 1994. március 19. (31 éves)    | Puskás Akadémia FC       | 400 000   | 2021.06.30.       |
| 27                     | Bedi Bence           | magyar           | Nagykanizsa    | 1996. november 14. (28 éves)   | utánpótlásból került fel | 400 000   | 2022.06.30.       |
| Támadók                |                      |                  |                |                                |                          |           |                   |
| 9                      | Koszta Márk          | magyar           | Miskolc        | 1996. szeptember 26. (28 éves) | Újpest FC                | 250 000   | 2023.06.30.       |
| 10                     | Babati Benjamin      | magyar           | Zalaegerszeg   | 1995. november 29. (29 éves)   | utánpótlásból került fel | 350 000   | 2021.06.30.       |
| 11                     | Szánthó Regő         | magyar           | Győr           | 2000. november 22. (24 éves)   | Ferencvárosi TC          | 350 000   | 2021.06.30.       |
| 16                     | Zimonyi Dávid        | magyar           | Kimle          | 1997. december 24. (27 éves)   | Lipót Pékség SE          | 200 000   | 2022.06.30.       |
| 23                     | Futács Márkó         | magyar           | Budapest       | 1990. február 22. (35 éves)    | MOL Fehérvár FC          | 500 000   | 2021.06.30.       |
| 24                     | Papp László          | magyar           | Zalaegerszeg   | 2001. január 9. (24 éves)      | utánpótlásból került fel | 50 000    | Nem publikus      |
| 42                     | Könyves Norbert      | magyar · szerb   | Topolya        | 1989. június 10. (36 éves)     | Paksi FC                 | 400 000   | 2023.06.30.       |
| 77                     | Szalay Szabolcs      | magyar           | Veszprém       | 2002. február 17. (23 éves)    | Szombathelyi Haladás     | 100 000   | 2023.06.30.       |
| 97                     | Németh Dániel        | magyar           | Gyöngyös       | 2003. október 9. (21 éves)     | Budapest Honvéd FC       | N/A       | Nem publikus      |
| Kölcsönadott játékosok |                      |                  |                |                                |                          |           |                   |
| Név                    | Poszt                | Nemzetiség       | Születési hely | Születési idő (kor)            | Kölcsönben itt           | Érték (€) | Kölcsön lejárta   |
| Ubochioma Meshack      | támadó               | nigéria          | Nigéria, ?     | 2001. november 29. (23 éves)   | NK Nafta Lendava         | 250 000   | 2021.06.30.       |
| Szabó Bence            | középpályás          | magyar           | Székesfehérvár | 1998. január 16. (27 éves)     | NK Nafta Lendava         | 25 000    | 2021.06.30.       |

## Vezetőség, szakmai stáb
2021. május 10. szerint.
| Klubvezetés                           | Klubvezetés             |
| ------------------------------------- | ----------------------- |
| Többségi tulajdonos                   | Végh Gábor              |
| Sportigazgató                         | Sallói István           |
| Megbízott ügyvezető                   | Mocnek Mária            |
| Menedzsment                           |                         |
| Klub- és aréna menedzser              | Szekeres Szabolcs       |
| Marketing vezető                      | Léczfalvi Szabolcs      |
| Sales menedzser                       | Nagy Adrián             |
| Gazdasági vezető                      | Pethő Richárd           |
| Pénzügyi asszisztens                  | Pödörné Rákosa Erzsébet |
| Adminisztrátor                        | Pass Edina              |
| Szakmai stáb NBI                      |                         |
| Vezetőedző                            | Waltner Róbert          |
| Másodedző                             | Molnár Balázs           |
| Kapusedző                             | Vlaszák Géza            |
| Technikai vezető                      | Bedő Norbert            |
| Erőnléti edző                         | Zombori Regő            |
| Videóelemző                           |                         |
| Masszőr                               | Peszlen Ádám            |
| Masszőr                               | Tóth Csaba              |
| Gyógytornász-fizioterapeuta           | Domiter Eszter          |
| Kit menedzser                         | Pálinkás-Zsámár Anita   |
| Szakmai stáb NBIII                    |                         |
| Vezetőedző                            | Bozsik József           |
| Utánpótlás                            |                         |
| Utánpótlás szakág- és akadémia vezető | Molnár Balázs           |
| Technikai asszisztens                 | Péter Péter             |

## Csapat statisztikák
2021. május 10. szerint. 
| Kiírás        | Statisztikák | Statisztikák | Statisztikák | Statisztikák | Statisztikák | Statisztikák | Kezdő forduló/ helyezés  | Végső forduló/ helyezés | Mérkőzések dátumai | Mérkőzések dátumai |
| Kiírás        | M            | GY           | D            | V            | LG–KG        | GK           | Kezdő forduló/ helyezés  | Végső forduló/ helyezés | Első               | Utolsó             |
| ------------- | ------------ | ------------ | ------------ | ------------ | ------------ | ------------ | ------------------------ | ----------------------- | ------------------ | ------------------ |
| OTP Bank Liga | 33           | 10           | 7            | 16           | 58 – 58      | 0            | 6.                       | 9.                      | 2020. 08. 15.      | 2021. 05. 08.      |
| Magyar kupa   | 5            | 4            | 0            | 1            | 19 – 09      | +10          | 6. forduló (legjobb 128) | 10. forduló (legjobb 8) | 2020. 09. 19.      | 2021. 03. 10.      |
| Összesen      | 38           | 14           | 7            | 17           | 77–67        | +10          | –                        | –                       | –                  | –                  |

### Helyezések fordulónként
H = Hazai
V = Vendég
| Forduló  | 1. | 2. | 3.  | 4. | 5. | 6. | 7. | 8.  | 9. | 10. | 11. | 12. | 13. | 14. | 15. | 16. | 17. | 18. | 19. | 20. | 21. | 22. | 23. | 24. | 25. | 26. | 27. | 28. | 29. | 30. | 31. | 32. | 33. |
| -------- | -- | -- | --- | -- | -- | -- | -- | --- | -- | --- | --- | --- | --- | --- | --- | --- | --- | --- | --- | --- | --- | --- | --- | --- | --- | --- | --- | --- | --- | --- | --- | --- | --- |
| Helyszín | H  | V  | H   | V  | H  | H  | V  | H   | V  | H   | V   | V   | H   | V   | H   | V   | V   | H   | V   | H   | V   | H   | H   | V   | H   | V   | H   | H   | V   | H   | V   | H   | V   |
| Helyezés | 6. | 7. | 10. | 7. | 5. | 5. | 8. | 11. | 8. | 10. | 11. | 11. | 9.  | 9.  | 7.  | 7.  | 7.  | 8.  | 8.  | 8.  | 10. | 8.  | 10. | 11. | 10. | 10. | 10. | 10. | 10. | 9.  | 9.  | 9.  | 9.  |

## Játékos statisztikák

### Pályára lépések
| #  | Poszt | Nemzet   | Név         | Bajnokság | Magyar kupa | Összesen |
| -- | ----- | -------- | ----------- | --------- | ----------- | -------- |
| 1  | KAP   | magyar   | Demjén      | 29        | 0           | 29       |
| 46 | KAP   | magyar   | Gyurján     | 4         | 4           | 8        |
| 95 | KAP   | magyar   | Köcse       | 0         | 1           | 1        |
| 3  | V     | magyar   | Kálnoki-Kis | 11        | 1           | 12       |
| 4  | V     | CRO      | Lesjak      | 27        | 2           | 29       |
| 5  | V     | magyar   | Bobál       | 32        | 4           | 36       |
| 6  | V     | magyar   | Szalai      | 10        | 3           | 13       |
| 19 | V     | SVK      | Szépe       | 20        | 1           | 21       |
| 22 | V     | SRB      | Tanasin     | 14        | 3           | 17       |
| 28 | V     | magyar   | Németh E.   | 10        | 2           | 12       |
| 36 | V     | SLO      | Zivko       | 4         | 1           | 5        |
| 44 | V     | magyar   | Gergényi    | 27        | 4           | 31       |
| 7  | KP    | magyar   | Vass        | 22        | 4           | 26       |
| 8  | KP    | magyar   | Tajti       | 23        | 2           | 25       |
| 11 | KP    | magyar   | Szánthó     | 27        | 2           | 29       |
| 14 | KP    | magyar   | Kovács      | 12        | 3           | 15       |
| 17 | KP    | portugál | Semedo      | 1         | 2           | 3        |
| 18 | KP    | MNE      | Sanković    | 32        | 3           | 35       |
| 21 | KP    | magyar   | Kun         | 1         | 3           | 4        |
| 25 | KP    | UKR      | Favorov     | 28        | 4           | 32       |
| 27 | KP    | magyar   | Bedi        | 28        | 2           | 30       |
| 29 | KP    | magyar   | Csóka       | 1         | 0           | 1        |
| 9  | CS    | magyar   | Koszta      | 28        | 3           | 31       |
| 10 | CS    | magyar   | Babati      | 27        | 4           | 31       |
| 16 | CS    | magyar   | Zimonyi     | 25        | 3           | 28       |
| 23 | CS    | magyar   | Futács      | 16        | 1           | 17       |
| 24 | CS    | magyar   | Papp        | 2         | 2           | 4        |
| 42 | CS    | magyar   | Könyves     | 24        | 0           | 24       |
| 71 | CS    | magyar   | Dragóner    | 7         | 2           | 9        |
| 77 | CS    | magyar   | Szalay      | 2         | 2           | 4        |
| 97 | CS    | magyar   | Németh D.   | 4         | 1           | 5        |

### Góllövőlista
2021. május 10. szerint.
| #                     | Poszt | Nemzet | Név         | Bajnokság | Magyar kupa | Összesen |
| --------------------- | ----- | ------ | ----------- | --------- | ----------- | -------- |
| 9                     | CS    | magyar | Koszta      | 8         | 5           | 13       |
| 11                    | KP    | magyar | Szánthó     | 10        | 1           | 11       |
| 25                    | KP    | UKR    | Favorov     | 8         | 0           | 8        |
| 42                    | CS    | magyar | Könyves     | 6         | 0           | 6        |
| 16                    | CS    | magyar | Zimonyi     | 4         | 2           | 6        |
| 23                    | CS    | magyar | Futács      | 4         | 1           | 5        |
| 19                    | V     | SVK    | Szépe       | 4         | 1           | 5        |
| 10                    | CS    | magyar | Babati      | 4         | 0           | 4        |
| 4                     | V     | CRO    | Lesjak      | 3         | 0           | 3        |
| 5                     | V     | magyar | Bobál       | 0         | 3           | 3        |
| 27                    | KP    | magyar | Bedi        | 2         | 0           | 2        |
| 7                     | KP    | magyar | Vass        | 1         | 1           | 2        |
| 44                    | V     | magyar | Gergényi    | 1         | 0           | 1        |
| 3                     | V     | magyar | Kálnoki-Kis | 1         | 0           | 1        |
| 6                     | V     | magyar | Szalai      | 1         | 0           | 1        |
| 8                     | KP    | magyar | Tajti       | 1         | 0           | 1        |
| 18                    | KP    | MNE    | Sanković    | 0         | 1           | 1        |
| 24                    | CS    | magyar | Papp        | 0         | 1           | 1        |
| Idény közben távozott |       |        |             |           |             |          |
| -                     | CS    | magyar | Dragóner    | 0         | 3           | 3        |

### Egy mérkőzésen kettő vagy több gólt szerző játékosok
| Játékos         | Dátum         | Forduló                | Ellenfél            | Végeredmény | A játékos góljainak száma |
| --------------- | ------------- | ---------------------- | ------------------- | ----------- | ------------------------- |
| Babati Benjamin | 2020. 08. 15. | Bajnokság 1. forduló   | Fehérvár (h)        | 3-3         | 2                         |
| Koszta Márk     | 2020. 09. 19  | Magyar kupa 6. forduló | Mezőkeresztes (v)   | 0-11        | 4                         |
| Dragóner Filip  | 2020. 09. 19  | Magyar kupa 6. forduló | Mezőkeresztes (v)   | 0-11        | 3                         |
| Zimonyi Dávid   | 2020. 09. 19  | Magyar kupa 6. forduló | Mezőkeresztes (v)   | 0-11        | 2                         |
| Könyves Norbert | 2020. 09. 26. | Bajnokság 5. forduló   | Diósgyőr (h)        | 3-1         | 2                         |
| Zimonyi Dávid   | 2020. 12. 19. | Bajnokság 16. forduló  | Diósgyőr (v)        | 1-3         | 2                         |
| Koszta Márk     | 2021. 04. 20. | Bajnokság 30. forduló  | Budafok (h)         | 5-0         | 2                         |
| Futács Márkó    | 2021. 04. 24. | Bajnokság 31. forduló  | Puskás Akadémia (v) | 1-4         | 2                         |
| Szánthó Regő    | 2021. 05. 08. | Bajnokság 33. forduló  | Újpest (v)          | 5-4         | 2                         |

### Lapok
2021. május 10. szerint.
| #  | Nemz.  | Játékos     | Poszt | Bajnokság | Bajnokság                            | Bajnokság | Magyar Kupa | Magyar Kupa                          | Magyar Kupa | Összesen  | Összesen                             | Összesen  |
| #  | Nemz.  | Játékos     | Poszt | Sárga lap | sárga lap · 2. sárga lap · kiállítva | kiállítva | Sárga lap   | sárga lap · 2. sárga lap · kiállítva | kiállítva   | Sárga lap | sárga lap · 2. sárga lap · kiállítva | kiállítva |
| -- | ------ | ----------- | ----- | --------- | ------------------------------------ | --------- | ----------- | ------------------------------------ | ----------- | --------- | ------------------------------------ | --------- |
| 18 | MNE    | Sanković    | KP    | 7         | -                                    | -         | -           | -                                    | -           | 7         | -                                    | -         |
| 25 | UKR    | Favorov     | KP    | 6         | -                                    | -         | -           | -                                    | -           | 6         | -                                    | -         |
| 42 | magyar | Könyves     | CS    | 6         | -                                    | -         | -           | -                                    | -           | 6         | -                                    | -         |
| 5  | magyar | Bobál       | V     | 3         | 1                                    | -         | 1           | -                                    | -           | 4         | 1                                    | -         |
| 44 | magyar | Gergényi    | V     | 5         | -                                    | -         | -           | -                                    | -           | 5         | -                                    | -         |
| 11 | magyar | Szánthó     | KP    | 5         | -                                    | -         | -           | -                                    | -           | 5         | -                                    | -         |
| 4  | CRO    | Lesjak      | V     | 3         | 1                                    | -         | -           | -                                    | -           | 3         | 1                                    | -         |
| 28 | magyar | Németh E.   | V     | 2         | 1                                    | -         | 1           | -                                    | -           | 3         | 1                                    | -         |
| 6  | magyar | Szalai      | V     | 2         | 1                                    | -         | 1           | -                                    | -           | 3         | 1                                    | -         |
| 3  | magyar | Kálnoki-Kis | V     | 4         | -                                    | -         | -           | -                                    | -           | 4         | -                                    | -         |
| 8  | magyar | Tajti       | KP    | 4         | -                                    | -         | -           | -                                    | -           | 4         | -                                    | -         |
| 23 | magyar | Futács      | CS    | 2         | 1                                    | -         | -           | -                                    | -           | 2         | 1                                    | -         |
| 22 | SRB    | Tanasin     | V     | 2         | 1                                    | -         | -           | -                                    | -           | 2         | 1                                    | -         |
| 16 | magyar | Zimonyi     | CS    | 2         | -                                    | -         | 1           | -                                    | -           | 3         | -                                    | -         |
| 17 | POR    | Semedo      | KP    | -         | 1                                    | -         | -           | -                                    | -           | -         | 1                                    | -         |
| 19 | SVK    | Szépe       | V     | 2         | -                                    | -         | -           | -                                    | -           | 2         | -                                    | -         |
| 9  | magyar | Koszta      | CS    | 2         | -                                    | -         | -           | -                                    | -           | 2         | -                                    | -         |
| 27 | magyar | Bedi        | KP    | 2         | -                                    | -         | -           | -                                    | -           | 2         | -                                    | -         |
| 95 | magyar | Gyurján     | KAP   | 1         | -                                    | -         | -           | -                                    | -           | 1         | -                                    | -         |
| 14 | magyar | Kovács      | KP    | 1         | -                                    | -         | -           | -                                    | -           | 1         | -                                    | -         |
| 7  | magyar | Vass        | KP    | 1         | -                                    | -         | -           | -                                    | -           | 1         | -                                    | -         |
| 36 | SLO    | Zivko       | V     | 1         | -                                    | -         | -           | -                                    | -           | 1         | -                                    | -         |

### Kapusteljesítmények
| Helyezés | Kapus          | Összesen        | Összesen          | Bajnokság       | Bajnokság         | Magyar Kupa     | Magyar Kupa       |
| Helyezés | Kapus          | Összes mérkőzés | Ebből gól nélküli | Összes mérkőzés | Ebből gól nélküli | Összes mérkőzés | Ebből gól nélküli |
| -------- | -------------- | --------------- | ----------------- | --------------- | ----------------- | --------------- | ----------------- |
| 1.       | Demjén Patrik  | 29              | 7                 | 29              | 7                 | 0               | 0                 |
| 2.       | Gyurján Márton | 8               | 1                 | 4               | 0                 | 4               | 1                 |
| 3.       | Köcse Bence    | 1               | 0                 | 0               | 0                 | 1               | 0                 |
| Összesen | Összesen       | 38              | 8                 | 33              | 7                 | 5               | 1                 |

## Nézőszámok
*A koronavírus járvány miatt a mérkőzések zárt kapuk előtt zajlottak le.
| Időpont       | Kiírás, forduló            | Ellenfél     | Nézőszám    | Helyszín  | Össz. férőhely% |
| 2020. 08. 15. | OTP Bank Liga, 1. forduló  | MOL Fehérvár | 4375 fő     | ZTE Aréna | 39,06           |
| 2020. 08. 30. | OTP Bank Liga, 3. forduló  | Ferencváros  | 8429 fő     | ZTE Aréna | 75,26           |
| 2020. 09. 26. | OTP Bank Liga, 5. forduló  | Diósgyőr     | 2826 fő     | ZTE Aréna | 25,23           |
| 2020. 10. 04. | OTP Bank Liga, 6. forduló  | Honvéd       | 2716 fő     | ZTE Aréna | 24,25           |
| 2020. 10. 25. | OTP Bank Liga, 8. forduló  | Budafok      | 1896 fő     | ZTE Aréna | 16,93           |
| 2020. 11. 08. | OTP Bank Liga, 10. forduló | Kisvárda     | 815 fő      | ZTE Aréna | 7,28            |
| 2020. 12. 05. | OTP Bank Liga, 13. forduló | Mezőkövesd   | Zárt kapus* | ZTE Aréna | Zárt kapus*     |
| 2020. 12. 16. | OTP Bank Liga, 15. forduló | MTK          | Zárt kapus* | ZTE Aréna | Zárt kapus*     |
| 2021. 01. 31. | OTP Bank Liga, 18. forduló | Paks         | Zárt kapus* | ZTE Aréna | Zárt kapus*     |
| 2021. 02. 07. | OTP Bank Liga, 20. forduló | Puskás Ak.   | Zárt kapus* | ZTE Aréna | Zárt kapus*     |
| 2021. 02. 20. | OTP Bank Liga, 22. forduló | Újpest       | Zárt kapus* | ZTE Aréna | Zárt kapus*     |
| 2021. 02. 24. | MOL Magyar Kupa 9. forduló | Honvéd       | Zárt kapus* | ZTE Aréna | Zárt kapus*     |
| 2021. 02. 28. | OTP Bank Liga, 23. forduló | MOL Fehérvár | Zárt kapus* | ZTE Aréna | Zárt kapus*     |
| 2021. 03. 07. | OTP Bank Liga, 25. forduló | Ferencváros  | Zárt kapus* | ZTE Aréna | Zárt kapus*     |
| 2021. 04. 03. | OTP Bank Liga, 27. forduló | Diósgyőr     | Zárt kapus* | ZTE Aréna | Zárt kapus*     |
| 2021. 04. 11. | OTP Bank Liga, 28. forduló | Honvéd       | Zárt kapus* | ZTE Aréna | Zárt kapus*     |
| 2021. 04. 20. | OTP Bank Liga, 30. forduló | Budafok      | Zárt kapus* | ZTE Aréna | Zárt kapus*     |
| 2021. 05. 01. | OTP Bank Liga, 32. forduló | Kisvárda     | 975 fő      | ZTE Aréna | 8,71            |

## OTP Bank Liga
| 2020 augusztus 15. 18:35 |

| Zalaegerszegi TE FC     | 3–3               | MOL Fehérvár FC             |
| ----------------------- | ----------------- | --------------------------- |
| Babati 2' 75' Szépe 16' | (2–0) Jegyzőkönyv | Evandro 11' Nikolic 44' 61' |

| ZTE Aréna, Zalaegerszeg Nézőszám: 4 375 Játékvezető: Bogár Gergő (magyar) Asszisztensek: Szalai Balázs, Szécsényi István |

- ZTE: Demjén - Tanasin, Szépe (Zivko  53'), Bobál, Gergényi  (Kovács B.  69')- Sankovic, Lesjak, Bedi - Szánthó (Dragóner  75'), Babati, Könyves

Fel nem használt cserék: Gyurján (kapus), Favorov, Vass, Zimonyi. Vezetőedző: Boér Gábor
| 2020 augusztus 21. 16:30 |

| Mezőkövesdi SE | 1-1               | Zalaegerszegi TE FC |
| -------------- | ----------------- | ------------------- |
| Jurina 63'     | (0-1) Jegyzőkönyv | Vass 37'            |

| Mezőkövesd Városi Stadion, Mezőkövesd Nézőszám: 2 018 Játékvezető: Solymosi Péter (magyar) Asszisztensek: Szalai Balázs, Horváth Róbert |

- ZTE: Demjén - Tanasin, Zivko, Bobál, Gergényi - Sankovic, Lesjak, Bedi - Szánthó (Koszta  51'), Babati (Zimonyi  88'), Vass (Kovács B.  68')

Fel nem használt cserék: Gyurján (kapus), Dragóner, Favorov, Szabó B. Vezetőedző: Boér Gábor
| 2020 augusztus 30. 17:45 |

| Zalaegerszegi TE FC   | 1-2               | Ferencváros                      |
| --------------------- | ----------------- | -------------------------------- |
| Babati 83' Lesjak 94′ | (0-1) Jegyzőkönyv | Botka 31′ Civic 40' Haratyin 53' |

| ZTE Aréna, Zalaegerszeg Nézőszám: 4 375 Játékvezető: Bogár Gergő (magyar) Asszisztensek: Szalai Balázs, Szécsényi István |

- ZTE: Demjén - Tanasin (Favorov  69'), Sankovic, Bobál, Gergényi - Bedi, Lesjak - Vass, Babati, Szánthó (Könyves  56') - Koszta (Dragóner  61')

Fel nem használt cserék: Gyurján (kapus), Kovács B., Zimonyi, Zivko. Vezetőedző: Boér Gábor
| 2020 szeptember 13. 17:30 |

| MTK Budapest FC | 0-3               | Zalaegerszegi TE FC              |
| --------------- | ----------------- | -------------------------------- |
|                 | (0-1) Jegyzőkönyv | Favorov 42' Bedi 75' Szánthó 88' |

| Hidegkuti Nándor Stadion, Budapest Nézőszám: 2 501 Játékvezető: Karakó Ferenc (magyar) Asszisztensek: Albert István, Vígh-Tarsonyi Gergő |

- ZTE: Demjén - Szalai D. (Tanasin  63'), Zivko, Bobál, Gergényi - Sankovic, Bedi - Babati, Favorov, Vass (Szánthó  69') - Könyves (Koszta  78')

Fel nem használt cserék: Gyurján (kapus), Dragóner, Kovács, Zimonyi. Vezetőedző: Boér Gábor
| 2020 szeptember 26. 19:30 |

| Zalaegerszegi TE FC       | 3-1               | Diósgyőri VTK |
| ------------------------- | ----------------- | ------------- |
| Könyves 8' 31' Koszta 77' | (2-0) Jegyzőkönyv | Hegedűs 45'   |

| ZTE Aréna, Zalaegerszeg Nézőszám: 2 826 Játékvezető: Antal Péter (magyar) Asszisztensek: Tóth II. Vencel, Horváth Zoltán |

- ZTE: Demjén - Tanasin, Lesjak, Bobál, Gergényi - Sankovic, Bedi, Favorov (Koszta  61') - Vass (Szánthó  75'), Babati, Könyves (Zimonyi  88')

Fel nem használt cserék: Gyurján (kapus), Dragóner, Szalai, Zivko. Vezetőedző: Boér Gábor
| 2020 október 4. 15:00 |

| Zalaegerszegi TE FC    | 2-4               | Budapest Honvéd FC                                |
| ---------------------- | ----------------- | ------------------------------------------------- |
| Könyves 72' Koszta 94' | (0-2) Jegyzőkönyv | Tamás K. 7' Szendrei 29' Balogh N. 48' Traoré 86' |

| ZTE Aréna, Zalaegerszeg Nézőszám: 2 716 Játékvezető: Bognár Tamás (magyar) Asszisztensek: Georgiou Theodoros, Huszár Balázs |

- ZTE: Demjén - Tanasin (Szalai  46'), Lesjak, Bobál, Gergényi (Kovács  56') - Bedi, Sankovic, Favorov (Koszta  33') - Könyves, Babati (Dragóner  58'), Vass (Szánthó  46')

Fel nem használt cserék: Gyurján (kapus), Kun, Tajti, Zivko. Vezetőedző: Boér Gábor
| 2020 október 18. 14:30 |

| Paksi FC                         | 3-1               | Zalaegerszegi TE FC |
| -------------------------------- | ----------------- | ------------------- |
| Balogh B. 47' Gévay 48' Hahn 75' | (0-1) Jegyzőkönyv | Könyves 25'         |

| Fehérvári úti stadion, Paks Nézőszám: 1 602 Játékvezető: Solymosi Péter (magyar) Asszisztensek: Albert István, Aradi József |

- ZTE: Demjén - Szalai (Tanasin  54'), Lesjak, Bobál, Szépe - Bedi, Sankovic (Dragóner  67') - Vass (Zimonyi  88'), Kovács (Gergényi  54'), Szánthó (Koszta  54') - Könyves

Fel nem használt cserék: Gyurján (kapus), Babati, Kun, Zivko. Vezetőedző: Boér Gábor
| 2020 október 25. 14:30 |

| Zalaegerszegi TE FC | 1-3               | Budafoki MTE                          |
| ------------------- | ----------------- | ------------------------------------- |
| Szalai D. 10'       | (1-2) Jegyzőkönyv | Kovács D. 12' Kulcsár 22' Skribek 76' |

| ZTE Aréna, Zalaegerszeg Nézőszám: 1 896 Játékvezető: Erdős József (magyar) Asszisztensek: Szalai Balázs, Márkus Tamás |

- ZTE: Demjén - Szalai, Lesjak, Bobál, Gergényi - Sankovic, Bedi - Vass (Tajti  67'), Kovács (Babati  54'), Szánthó (Kun  75') - Dragóner (Zimonyi  54')

Fel nem használt cserék: Gyurján (kapus), Szépe, Tanasin, Zivko. Vezetőedző: Boér Gábor
| 2020 október 31. 14:45 |

| Puskás Akadémia FC | 1-2               | Zalaegerszegi TE FC    |
| ------------------ | ----------------- | ---------------------- |
| Mance 13'          | (1-1) Jegyzőkönyv | Lesjak 20' Szánthó 53' |

| Pancho Aréna, Felcsút Nézőszám: 789 Játékvezető: Zierkelbach Péter (magyar) Asszisztensek: Horváth Róbert, Bornemissza Norbert |

- ZTE: Demjén - Szalai, Szépe, Bobál, Gergényi - Sankovic, Bedi, Lesjak - Szánthó (Zivko  88'), Könyves (Babati  67'), Vass (Favorov  74')

Fel nem használt cserék: Gyurján (kapus), Dragóner, Kovács, Kun, Semedo, Tajti, Tanasin. Vezetőedző: Boér Gábor
| 2020 november 8. 14:30 |

| Zalaegerszegi TE FC | 1-2               | Kisvárda FC            |
| ------------------- | ----------------- | ---------------------- |
| Koszta 64'          | (0-1) Jegyzőkönyv | Viana 11' Navrátil 52' |

| ZTE Aréna, Zalaegerszeg Nézőszám: 815 Játékvezető: Solymosi Péter (magyar) Asszisztensek: Szalai Balázs, Vígh-Tarsonyi Gergő |

- ZTE: Demjén - Szépe (Tanasin  72'), Bobál, Lesjak - Szalai (Tajti  58'), Sankovic, Bedi (Dragóner  88'), Gergényi - Vass (Koszta  58'), Babati (Favorov  72'), Könyves

Fel nem használt cserék: Gyurján (kapus), Kovács, Zivko. Vezetőedző: Boér Gábor
| 2020 december 23. 18:00 |

| Újpest FC                  | 3-2               | Zalaegerszegi TE FC     |
| -------------------------- | ----------------- | ----------------------- |
| Csongvai 35' Tallo 62' 65' | (1-1) Jegyzőkönyv | Könyves 41' Favorov 64' |

| Szusza Ferenc Stadion, Budapest Nézőszám: Zárt kapus Játékvezető: Solymosi Péter (magyar) Asszisztensek: Farkas Balázs, Vígh-Tarsonyi Gergő |

- ZTE: Demjén - Lesjak, Szépe, Bobál - Szánthó, Favorov, Sankovic (Vass  86'), Bedi, Gergényi (Tajti  63') - Könyves (Koszta  75'), Zimonyi (Babati  63')

Fel nem használt cserék: Gyurján (kapus), Köcse (kapus), Dragóner, Kovács, Németh E., Papp, Szalai, Tanasin. Vezetőedző: Boér Gábor
| 2020 november 28. 17:00 |

| MOL Fehérvár FC          | 2-0               | Zalaegerszegi TE FC |
| ------------------------ | ----------------- | ------------------- |
| Zivzivadze 12' Houri 21' | (2-0) Jegyzőkönyv | Szalai D. 71′       |

| MOL Aréna Sóstó, Székesfehérvár Nézőszám: Zárt kapus Játékvezető: Erdős József (magyar) Asszisztensek: Albert István, Király Krisztián |

- ZTE: Demjén - Szalai, Lesjak, Bobál, Gergényi (Tanasin  35' ) - Koszta (Vass  56'), Sankovic (Kovács  56'), Favorov - Szánthó (Szépe  73'), Könyves, Babati

Fel nem használt cserék: Gyurján (kapus), Dragóner, Kun, Semedo, Tajti, Zimonyi, Zivko. Vezetőedző: Boér Gábor
| 2020 december 5. 14:45 |

| Zalaegerszegi TE FC               | 3-0               | Mezőkövesdi SE |
| --------------------------------- | ----------------- | -------------- |
| Zimonyi 16' Szépe 44' Szánthó 80' | (1-0) Jegyzőkönyv |                |

| ZTE Aréna, Zalaegerszeg Nézőszám: Zárt kapus Játékvezető: Bogár Gergő (magyar) Asszisztensek: Vígh-Tarsonyi Gergő, Huszár Balázs |

- ZTE: Demjén - Lesjak, Szépe, Bobál - Szánthó (Gergényi  85'), Favorov, Sankovic, Tajti (Tanasin  64'), Bedi - Könyves (Koszta  78'), Zimonyi (Vass  64')

Fel nem használt cserék: Gyurján (kapus), Babati, Dragóner, Kovács, Kun. Vezetőedző: Boér Gábor
| 2020 december 12. 17:00 |

| Ferencvárosi TC           | 2-0               | Zalaegerszegi TE FC |
| ------------------------- | ----------------- | ------------------- |
| Laïdouni 68' Baturina 70' | (0-0) Jegyzőkönyv |                     |

| Groupama Aréna, Budapest Nézőszám: Zárt kapus Játékvezető: Káprály Mihály (magyar) Asszisztensek: Georgiou Theodoros, Bornemissza Norbert |

- ZTE: Demjén - Lesjak (Kovács  76'), Szépe, Bobál - Vass, Favorov (Tajti  71'), Sankovic, Bedi, Gergényi (Németh E.  76') - Babati (Zimonyi  71'), Dragóner (Könyves  56')

Fel nem használt cserék: Gyurján (kapus), Köcse (kapus), Koszta, Papp, Semedo, Szalai, Tanasin. Vezetőedző: Boér Gábor
| 2020 december 16. 18:00 |

| Zalaegerszegi TE FC    | 2-0               | MTK Budapest FC |
| ---------------------- | ----------------- | --------------- |
| Zimonyi 5' Szánthó 12' | (2-0) Jegyzőkönyv |                 |

| ZTE Aréna, Zalaegerszeg Nézőszám: Zárt kapus Játékvezető: Solymosi Péter (magyar) Asszisztensek: Szalai Balázs, Becséri Gergely |

- ZTE: Demjén - Lesjak, Szépe, Bobál - Szánthó (Vass  68'), Favorov, Sankovic, Tajti (Gergényi  73'), Bedi - Koszta (Szalai  87'), Zimonyi (Babati  68')

Fel nem használt cserék: Gyurján (kapus), Köcse (kapus), Dragóner, Kovács, Németh E., Papp, Semedo, Tanasin. Vezetőedző: Boér Gábor
| 2020 december 19. 17:00 |

| Diósgyőri VTK | 1-3               | Zalaegerszegi TE FC         |
| ------------- | ----------------- | --------------------------- |
| Iszlai 78'    | (0-2) Jegyzőkönyv | Zimonyi 16' 65' Szánthó 43' |

| DVTK-stadion, Miskolc Nézőszám: Zárt kapus Játékvezető: Bogár Gergő (magyar) Asszisztensek: Garai Péter, Medovarszki János |

- ZTE: Demjén - Lesjak, Szépe, Bobál - Favorov, Sankovic, Bedi, Gergényi - Szánthó (Szalai  84'), Zimonyi (Koszta  70'), Könyves (Babati  63', Vass  84')

Fel nem használt cserék: Gyurján (kapus), Köcse (kapus), Dragóner, Németh E., Papp, Semedo, Tanasin. Vezetőedző: Boér Gábor
| 2021 január 24. 18:00 |

| Budapest Honvéd FC  | 2-2               | Zalaegerszegi TE FC |
| ------------------- | ----------------- | ------------------- |
| Hidi 27' Gazdag 77' | (1-0) Jegyzőkönyv | Szépe 66' Bedi 74'  |

| Hidegkuti Nándor Stadion (ideiglenes stadion), Budapest Nézőszám: Zárt kapus Játékvezető: Solymosi Péter (magyar) Asszisztensek: Georgiou Theodoros, Szert Balázs |

- ZTE: Demjén - Lesjak, Szépe, Bobál - Favorov (Futács  46'), Sankovic - Szánthó (Gergényi  90+3'), Tajti, Bedi - Könyves (Babati  55'), Zimonyi (Koszta  71')

Fel nem használt cserék: Gyurján (kapus), Kálnoki-Kis, Kovács, Németh E., Szalay, Tanasin, Vass. Vezetőedző: Boér Gábor
| 2021 január 31. 14:10 |

| Zalaegerszegi TE FC                         | 4-4               | Paksi FC                                       |
| ------------------------------------------- | ----------------- | ---------------------------------------------- |
| Szépe 6' Favorov 46' Babati 78' Könyves 83' | (1-2) Jegyzőkönyv | Bognár 31' 74' Hahn János 38' Papp Kristóf 94' |

| ZTE Aréna, Zalaegerszeg Nézőszám: Zárt kapus Játékvezető: Pintér Csaba (magyar) Asszisztensek: Tóth II. Vencel, Kóbor Péter |

- ZTE: Demjén - Lesjak, Szépe, Bobál - Szánthó (Koszta  78'), Favorov, Sankovic (Tajti  78'), Bedi, Gergényi (Futács  46') - Könyves (Kálnoki-Kis  85'), Zimonyi (Babati  68')

Fel nem használt cserék: Gyurján (kapus), Kovács, Németh E., Szalay, Tanasin, Vass. Vezetőedző: Boér Gábor
| 2021 február 3. 20:00 |

| Budafoki MTE             | 3-1               | Zalaegerszegi TE FC |
| ------------------------ | ----------------- | ------------------- |
| Zsóri 40' Kovács 49' 51' | (1-0) Jegyzőkönyv | Lesjak 80'          |

| Promontor utcai stadion, Budafok Nézőszám: Zárt kapus Játékvezető: Andó-Szabó Sándor (magyar) Asszisztensek: Horváth Róbert, Aradi József |

- ZTE: Demjén - Lesjak, Szépe (Tanasin  59'), Bobál - Babati (Szánthó  53'), Sankovic (Futács  53'), Favorov, Tajti (Vass  59'), Bedi - Könyves, Zimonyi (Koszta  59')

Fel nem használt cserék: Gyurján (kapus), Gergényi, Kálnoki-Kis, Németh E., Szalai. Vezetőedző: Boér Gábor
| 2021 február 7. 16:15 |

| Zalaegerszegi TE FC  | 1-2               | Puskás Akadémia FC |
| -------------------- | ----------------- | ------------------ |
| Lesjak 58' Bobál 90′ | (0-0) Jegyzőkönyv | Knežević 47' 83'   |

| ZTE Aréna, Zalaegerszeg Nézőszám: Zárt kapus Játékvezető: Karakó Ferenc (magyar) Asszisztensek: Garai Péter, Bornemissza Norbert |

- ZTE: Gyurján - Lesjak, Szépe, Bobál - Szánthó (Szalay  88'), Bedi, Sankovic (Koszta  88'), Tajti, Gergényi (Favorov  46' ) - Könyves, Futács (Zimonyi  59')

Fel nem használt cserék: Demjén (kapus), Kálnoki-Kis, Kovács, Németh E., Szalai, Tanasin, Vass. Vezetőedző: Boér Gábor
| 2021 február 13. 17:00 |

| Kisvárda FC              | 1-2               | Zalaegerszegi TE FC    |
| ------------------------ | ----------------- | ---------------------- |
| Bumba 25' Horváth Z. 94' | (1-0) Jegyzőkönyv | Favorov 50' Futács 75′ |

| Szusza Ferenc Stadion (ideiglenes helyszín), Budapest Nézőszám: Zárt kapus Játékvezető: Erdős József (magyar) Asszisztensek: Király Krisztián, Márkus Tamás |

- ZTE: Demjén - Lesjak, Szépe, Kálnoki-Kis, Bedi - Sankovic, Favorov - Könyves (Zimonyi  46'), Tajti (Vass  46', Németh E.  83'), Szánthó (Babati  46') - Futács

Fel nem használt cserék: Gyurján (kapus), Gergényi, Koszta, Kovács, Papp, Szalay, Tanasin. Vezetőedző: Boér Gábor
| 2021 február 20. 14:45 |

| Zalaegerszegi TE FC                | 3-0               | Újpest FC |
| ---------------------------------- | ----------------- | --------- |
| Favorov 34' Szánthó 61' Koszta 79' | (1-0) Jegyzőkönyv |           |

| ZTE Aréna, Zalaegerszeg Nézőszám: Zárt kapus Játékvezető: Vad II. István (magyar) Asszisztensek: Tóth II. Vencel, Aradi József |

- ZTE: Demjén - Lesjak, Kálnoki-Kis, Bobál - Szánthó (Tanasin  82'), Favorov, Sankovic, Tajti (Gergényi  73'), Bedi - Könyves (Babati  77'), Koszta (Zimonyi  82')

Fel nem használt cserék: Gyurján (kapus), Kovács, Németh D., Németh E., Papp, Szalai, Vass. Vezetőedző: Boér Gábor
| 2021 február 28. 17:00 |

| Zalaegerszegi TE FC | 0-2               | MOL Fehérvár FC       |
| ------------------- | ----------------- | --------------------- |
| Tanasin 63′         | (0-0) Jegyzőkönyv | Nikolics 64' Nego 78' |

| ZTE Aréna, Zalaegerszeg Nézőszám: Zárt kapus Játékvezető: Iványi Zoltán (magyar) Asszisztensek: Szert Balázs, Horváth Zoltán |

| 2021 március 3. 15:15 |

| Mezőkövesdi SE      | 2-0               | Zalaegerszegi TE FC |
| ------------------- | ----------------- | ------------------- |
| Cseri 30' Vutov 40' | (2-0) Jegyzőkönyv | Semedo 75′          |

| Mezőkövesd Városi Stadion, Mezőkövesd Nézőszám: Zárt kapus Játékvezető: Andó-Szabó Sándor (magyar) Asszisztensek: Buzás Balázs, Szert Balázs |

| 2021 március 7. 18:00 |

| Zalaegerszegi TE FC  | 2-2               | Ferencvárosi TC |
| -------------------- | ----------------- | --------------- |
| Koszta 7' Futács 68' | (1-0) Jegyzőkönyv | Boli 51' 65'    |

| ZTE Aréna, Zalaegerszeg Nézőszám: Zárt kapus Játékvezető: Káprály Mihály (magyar) Asszisztensek: Szalai Balázs, Vígh-Tarsonyi Gergő |

| 2021 március 13. 17:00 |

| MTK Budapest FC                | 3-0               | Zalaegerszegi TE FC |
| ------------------------------ | ----------------- | ------------------- |
| Schön 67' Mezei 90' Demjén 93' | (0-0) Jegyzőkönyv |                     |

| Hidegkuti Nándor Stadion, Budapest Nézőszám: Zárt kapus Játékvezető: Andó-Szabó Sándor (magyar) Asszisztensek: Márkus Tamás, Horváth Róbert |

| 2021 április 3. 17:00 |

| Zalaegerszegi TE FC     | 2-0               | Diósgyőri VTK |
| ----------------------- | ----------------- | ------------- |
| Szánthó 16' Favorov 87' | (1-0) Jegyzőkönyv |               |

| ZTE Aréna, Zalaegerszeg Nézőszám: Zárt kapus Játékvezető: Vad II. István (magyar) Asszisztensek: Szalai Balázs, Szécsényi Isvtán |

| 2021 április 11. 17:00 |

| Zalaegerszegi TE FC | 0-1               | Budapest Honvéd FC |
| ------------------- | ----------------- | ------------------ |
|                     | (0-0) Jegyzőkönyv | Nagy D. 57'        |

| ZTE Aréna, Zalaegerszeg Nézőszám: Zárt kapus Játékvezető: Farkas Ádám (magyar) Asszisztensek: Márkus Tamás, Aradi József |

| 2021 április 17. 19:30 |

| Paksi FC                 | 1-1               | Zalaegerszegi TE FC |
| ------------------------ | ----------------- | ------------------- |
| Böde 50' Kálnoki Kis 18' | (0-1) Jegyzőkönyv |                     |

| Fehérvári úti stadion, Paks Nézőszám: Zárt kapus Játékvezető: Vad II. István (magyar) Asszisztensek: Bornemissza Norbert, Szécsényi István |

| 2021 április 20. 17:30 |

| Zalaegerszegi TE FC | 5-0               | Budafoki MTE                                      |
| ------------------- | ----------------- | ------------------------------------------------- |
|                     | (2-0) Jegyzőkönyv | Koszta 35' 37' Szánthó 57' Favorov 67' Futács 89' |

| ZTE Aréna, Zalaegerszeg Nézőszám: Zárt kapus Játékvezető: Bogár Gergő (magyar) Asszisztensek: Szalai Balázs, Horváth Róbert |

| 2021 április 24. 14:45 |

| Puskás Akadémia FC | 1-4               | Zalaegerszegi TE FC                  |
| ------------------ | ----------------- | ------------------------------------ |
| Komáromi 10'       | (1-1) Jegyzőkönyv | Favorov 13' Tajti 75' Futács 88' 92' |

| Pancho Aréna, Felcsút Nézőszám: Zárt kapus Játékvezető: Solymosi Péter (magyar) Asszisztensek: Vígh-Tarsonyi Gergő, Szert Balázs |

| 2021 május 1. 17:00 |

| Zalaegerszegi TE FC | 0-0               | Kisvárda FC |
| ------------------- | ----------------- | ----------- |
|                     | (0-0) Jegyzőkönyv |             |

| ZTE Aréna, Zalaegerszeg Nézőszám: 975 Játékvezető: Bognár Tamás (magyar) Asszisztensek: Szalai Balázs, Becséri Gergely |

| 2021 május 8. 19:30 |

| Újpest FC                                               | 5-4               | Zalaegerszegi TE FC                    |
| ------------------------------------------------------- | ----------------- | -------------------------------------- |
| Antonov 16' 28' Pauljevic 36' Ristevski 70' Beridze 90' | (3-1) Jegyzőkönyv | Szánthó 8' 61' Koszta 64' Gergényi 78' |

| Szusza Ferenc Stadion, Budapest Nézőszám: 1 510 Játékvezető: Andó-Szabó Sándor (magyar) Asszisztensek: Garai Péter, Kis Zoltán |

## A bajnokság állása
| Hely. | Csapat          | M  | Gy | D  | V  | G+ | G– | Gk  | P  | Továbbjutás vagy kiesés                  |
| ----- | --------------- | -- | -- | -- | -- | -- | -- | --- | -- | ---------------------------------------- |
| 1.    | Ferencváros (B) | 33 | 23 | 9  | 1  | 69 | 22 | +47 | 78 | Bajnokok Ligája, 1. selejtezőkör         |
| 2.    | Puskás Akadémia | 33 | 18 | 4  | 11 | 52 | 42 | +10 | 58 | Európa Konferencia Liga, 1. selejtezőkör |
| 3.    | Fehérvár        | 33 | 16 | 8  | 9  | 68 | 38 | +30 | 56 | Európa Konferencia Liga, 1. selejtezőkör |
| 4.    | Paks            | 33 | 14 | 8  | 11 | 76 | 64 | +12 | 50 |                                          |
| 5.    | Kisvárda        | 33 | 12 | 10 | 11 | 30 | 36 | −6  | 46 |                                          |
| 6.    | Újpest (C)      | 33 | 12 | 6  | 15 | 46 | 67 | −21 | 42 | Európa Konferencia Liga, 2. selejtezőkör |
| 7.    | MTK Budapest    | 33 | 11 | 9  | 13 | 44 | 49 | −5  | 42 |                                          |
| 8.    | Mezőkövesd      | 33 | 11 | 9  | 13 | 40 | 46 | −6  | 42 |                                          |
| 9.    | Zalaegerszeg    | 33 | 10 | 7  | 16 | 58 | 58 | 0   | 37 |                                          |
| 10.   | Honvéd          | 33 | 9  | 10 | 14 | 46 | 48 | −2  | 37 |                                          |
| 11.   | Diósgyőr (K)    | 33 | 9  | 6  | 18 | 34 | 53 | −19 | 33 | NB II                                    |
| 12.   | Budafok (K)     | 33 | 7  | 6  | 20 | 34 | 74 | −40 | 27 | NB II                                    |